# Comuna Cuhureștii de Sus, Florești
Comuna Cuhureștii de Sus este o comună din raionul Florești, Republica Moldova. Este formată din satele Cuhureștii de Sus (sat-reședință), Nicolaevca, Unchitești și Unchitești (loc. st. c. f.).

## Geografie
Comuna Cuhureștii de Sus are o suprafață totală de 36,03 km², fiind cuprinsă într-un perimetru de 39,17 km. Din componența comunei fac parte 3 localități: Unchitești, Cuhureștii de Sus, Nicolaevca. Suprafața totală a localităților din cadrul comunei alcătuiește aproximativ 4,99 km².

## Demografie
Conform datelor recensământului din 2014, comuna are o populație de 2.173 de locuitori. La recensământul din 2004 erau 2.441 de locuitori.

## Administrație și politică
Componența Consiliului local Cuhureștii de Sus (11 consilieri), ales la 5 noiembrie 2023, este următoarea:
|  | Partid                                        | Consilieri | Componență | Componență | Componență | Componență |
|  | --------------------------------------------- | ---------- | ---------- | ---------- | ---------- | ---------- |
|  | Partidul Acțiune și Solidaritate              | 4          |            |            |            |            |
|  | Partidul Schimbării                           | 3          |            |            |            |            |
|  | Candidat independent SERGIU LISNIC            | 1          |            |            |            |            |
|  | Partidul Dezvoltării și Consolidării Moldovei | 2          |            |            |            |            |
|  | Partidul Socialiștilor din Republica Moldova  | 1          |            |            |            |            |